# Umbraculum
Umbraculum is een geslacht van weekdieren uit de  familie van de Umbraculidae.

## Soorten
- Umbraculum laudunense (Melleville, 1843) †
- Umbraculum ovale (Carpenter, 1856)
- Umbraculum sanctipaulense Valdés & Lozouet, 2000 †
- Umbraculum umbraculum (Lightfoot, 1786)